# Uniform m/1968
 (Ur armémuseums samlingar)

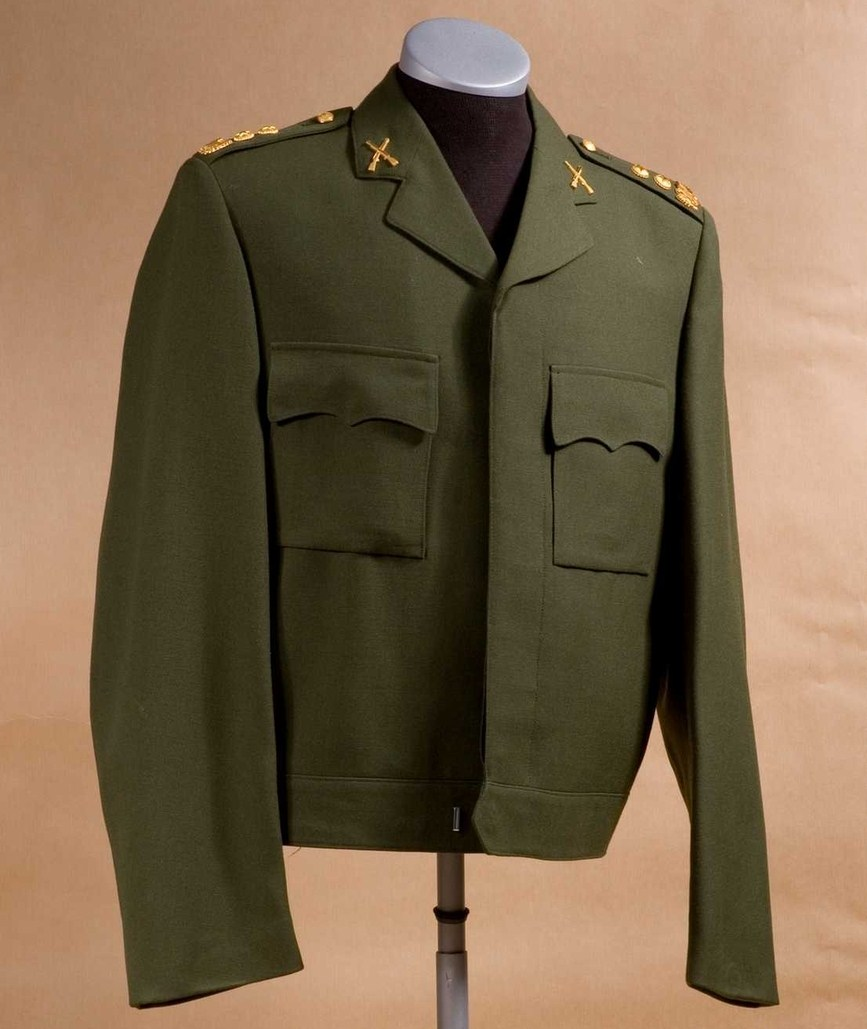
Jacka m/1968 för fanjunkare vid Värmlands regemente.

Uniform m/1968 var ett tidigare uniformssystem inom försvarsmakten.

## Användning
Denna uniform är till skillnad från de flesta uniformer före och efter endast avsedd för befäl från furirs grad och uppåt. Uniformen användes som daglig dräkt fram till den ersattes av uniform m/1987, uniformen utgick slutgiltigt 1994.

## Persedlar
Här nedan följer persedlarna för Uniform m/1968.

### Ursprungliga persedlar
- Ankelsockor
- Baskermössa m/1952/Baskermössa m/1960
- Byxbälte,gråbrungrön
- Fältbyxor m/1968
- Jacka m/1968
- Lågskor, svarta alternativt gröna
- Långbyxor m/1968
- Marschkängor
- Pälsmössa m/1959
- Ridbyxor m/1958 (endast beriden personal)
- Ridstövlar med sporrar (endast beriden personal)
- Skidbyxor m/1968
- Skjorta m/1968
- Skärmmössa m/1968
- Slips m/1968

### Senare tillkomna persedlar
- Kjol m/1985, grön (kvinnlig personal)
- Pumps, svarta alternativt gröna (kvinnlig personal)